# Западная Чусовая
За́падная Чусова́я — река в Свердловской области, приток реки Чусовая (один из её истоков, при слиянии с рекой Полдневая Чусовая образует собственно Чусовую). Берёт начало на склоне Уфалейского хребта. Впадает в Чусовую в 553 км от её устья. Устье реки находится в Полевском городском округе. Длина водотока 34 км, водосборная площадь 364 км². В реке водятся окунь, щука, чебак, лещ, ранее встречался хариус.

## Основные притоки
В реку впадают (расстояние в километрах от устья):
- Справа, в 6 км: река Бобровка
- Слева, в 8,2 км: река Глубокая
- Слева, в 22 км: река Омутная
- Слева, в 24 км: река Большая Крутоярка (Полуденная Крутоярка).

## Хозяйственное использование
В Западную Чусовую проведён водовод из Нязепетровского водохранилища на реке Уфа. Переброска воды используется при недостатке водных ресурсов для наполнения Волчихинского водохранилища, являющегося источником водоснабжения города Екатеринбурга.